# Kundur
Kundur  ali kündür  (madžarsko: kündü kagán) je bil po trditvah Ahmeda ibn Fadlana uradnik hazarske državne uprave, ki je bil podrejen kagan beku. Ibn Fadlan, pa tudi drugi razpoložljivi viri, kundurjevih pristojnosti ne opisujejo. 
Madžari so imeli sistem dvojnega kraljevanja, v katerem je bila vrhovna državna oblast razdeljena med gyulo in kendeja, zato je možno, da je bil kundur Hazarom podrejeni vladar ostankov Madžarov, ki so v 10. stoletju še živeli v stepah severno od Črnega morja. Druga mogoča razlaga je, da naslov izhaja iz staroturške besede, ki pomeni zakon oziroma pravo. V tem primeru bi kundur lahko bil sodnijski uradnik ali celo vodja hazarskega pravosodja. 